# Sigillaria
Sigillaria é um género de Lycopodiophytas fósseis, arborescentes - lepidófitas - que viveram do período carbonífero até o período permiano, localizadas no hemisfério Norte. Os caules, com 20 a 30 metros de altura e, às vezes, com 1 metro de diâmetro, eram retos, terminado em cima por um tufo de folhas agudas e compridas, em geral canelados. Estas plantas viviam em regiões pantanosas, com as raízes (Stigmaria) dispostas em cruz, instaladas quase horizontalmente na base. As folhas deixavam nos caules cicatrizes foliares quase sempre hexagonais, dispostas em séries longitudinais nas caneluras. Reproduziam-se por esporos, produzidos em esporangióforos agrupados em espiga, de forma alongada, que se inseriam na base do tufo de folhas, terminal, como colar.

## Registros fósseis
Este gênero é conhecido nos registros fósseis desde o Devoniano Médio ou o período Carbonífero Superior, mas diminuiu até a extinção no período Permiano Inferior (faixa etária: há 383,7 a 254,0 milhões de anos). Os fósseis são encontrados na Grã-Bretanha, Estados Unidos, Canadá, China, Coreia, Tanzânia e Zimbábue.

## Descrição
A Sigillaria era uma planta semelhante a uma árvore atingindo uma altura de até 30 metros, com um tronco alto, único ou ocasionalmente bifurcado que carecia de madeira. O suporte vinha de uma camada de bases de folhas compactadas logo abaixo da superfície do tronco, enquanto o centro era preenchido com medula. As folhas longas e finas parecidas com grama foram presas diretamente ao caule e cresceram em uma espiral ao longo do tronco. As velhas bases das folhas se expandiram conforme o tronco crescia em largura e deixaram um padrão em forma de diamante, que é evidente nos fósseis. Essas cicatrizes de folhas foram organizadas em fileiras verticais. O tronco tinha tecido fotossintético na superfície, o que significa que provavelmente era verde.
O tronco era coberto com uma pluma de folhas microfilas, parecidas com grama, para que a planta se parecesse um pouco com uma escova alta e bifurcada. A planta gerou seus esporos (não sementes) em estruturas em forma de cone presas ao caule.

## Espécies
- S.alveolaris Brongniart (1828)
- S.barbata Weiss (1887)
- S.bicostata Weiss (1887)
- S.boblayi Brongniart (1828)
- S.brardii Brongniart (1828)
- S.cancriformis Weiss (1887)
- S.cristata Sauveur (1848)
- S.cumulata Weiss (1887)
- S.davreuxii Brongniart (1828)
- S.densifolia Brongniart (1836)
- S.elegans Sternberg (1825)
- S.elongata Brongniart (1824)
- S.fossorum Weiss (1887)
- S.hexagona Brongniart (1828)
- S.loricata Weiss (1887)
- S.mammiliaris Brongniart (1824)
- S.menardi Brongniart (1828)
- S.micaudi (Zeller (1886-1888)
- S.monostigma Lesquereux (1866)
- S.orbicularis Brongniart (1828)
- S.ovata Sauveur (1848)
- S.pachyderma Brongniart (1828)
- S.principes Weiss (1881)
- S.reticulata Lesquereux (1860)
- S.rugosa Brongniart (1828)
- S.saulii Brongniart (1836)
- S.schotheimiana Brongniart (1836)
- S.scutellata Brongniart (1822)
- S.sillimanni Brongniart (1828)
- S.tesselata Brongniart (1828)
- S.transversalis Brongniart (1828)
- S.trigona Sternberg (1826)
- S.voltzii Brongniart (1828)